# Muroidea
Muroidea é uma grande superfamília de roedores, contendo 6 famílias, 19 subfamílias, 310 gêneros e 1.517 espécies. O grupo inclui hamsters, gerbils, camundongos, ratos e muitos outros parentes. Ocupam uma grande variedade de habitats em todos os continentes, exceto a Antártida.
Antigamente agrupavam todos os membros deste grupo em uma única família, a Muridae, devido as dificuldades de determinar os graus de parentescos entre as subfamílias. Hoje, com os estudos filogenéticos mais avançados, a família Muridae foi separada em 6 famílias distintas.

## Classificação
Sequência linear baseada em Steppan et al. (2004):
- Família Platacanthomyidae Alston, 1876 incertae sedis
- Família Spalacidae Gray, 1821 - muróideos fossoriais
  - Subfamília Myospalacinae Lilljeborg, 1866
  - Subfamília Rhizomyinae Winge, 1887
  - Subfamília Spalacinae Gray, 1821
- Clado Eumuroida Steppan et al., 2004 - muróideos típicos
  - Família Calomyscidae Vorontsov et al., 1978
  - Família Nesomyidae Major, 1897
    - Subfamília Cricetomyinae Roberts, 1951
    - Subfamília Dendromurinae G. M. Allen, 1939
    - Subfamília Mystromyinae Vorontsov, 1966
    - Subfamília Nesomyinae Major, 1897
    - Subfamília Petromyscinae Roberts, 1951

  - Família Cricetidae G. Fischer, 1817
    - Subfamília Arvicolinae Gray, 1821
    - Subfamília Cricetinae G. Fischer, 1817
    - Subfamília Neotominae Merriam, 1894
    - Subfamília Sigmodontinae Wagner, 1843
    - Subfamília Tylomyinae Reig, 1984

  - Família Muridae Illiger, 1811
    - Subfamília Deomyinae Thomas, 1888
    - Subfamília Gerbillinae Gray, 1825
    - Subfamília Leimacomyinae Musser e Carleton, 2005
    - Subfamília Lophiomyinae Milne-Edwards, 1867
    - Subfamília Murinae Illiger, 1811